# حبيل الربيط (السبرة)

تعديل مصدري - تعديل

حبيل الربيط محلة تابعة لقرية حبيل المريم، التابعة لعزلة الازهور بمديرية السبرة إحدى مديريات محافظة إب في الجمهورية اليمنية، بلغ تعداد سكانها 43 حسب تعداد اليمن لعام 2004.